# Podgorka
Podgorka (ros. Подгорка) – wieś w Rosji, w rejonie kiczmiengsko-gorodieckim obwodu wołogodzkiego. W 2010 r. liczyła 27 mieszkańców.